# Binh chủng Hóa học, Quân đội nhân dân Việt Nam

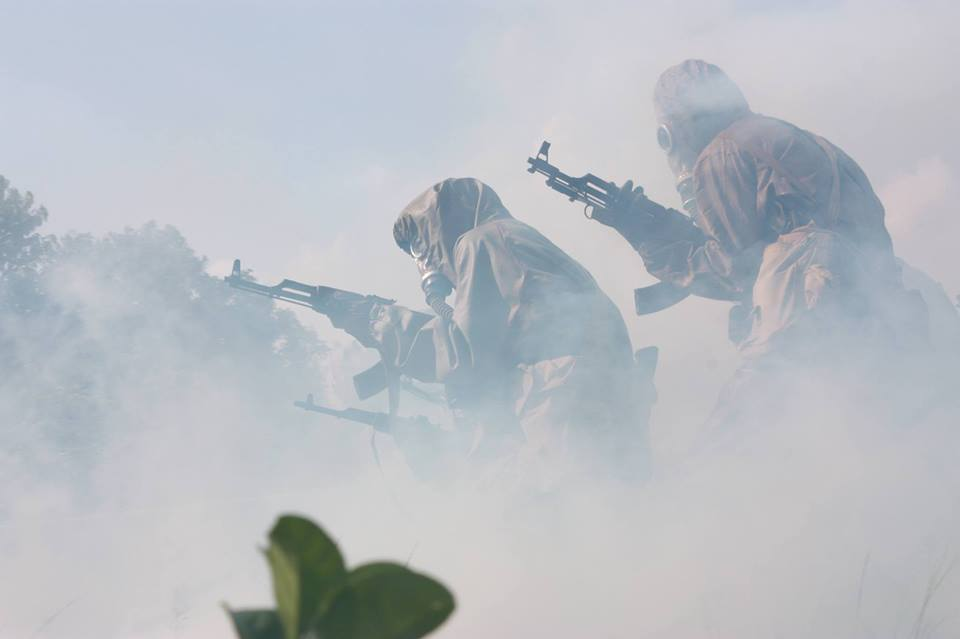
Chiến sĩ thuộc Binh chủng hóa học, QĐNDVN tham gia tập luyện, năm 2015

Binh chủng Hóa học là một binh chủng chuyên môn kỹ thuật của Quân đội nhân dân Việt Nam, có chức năng bảo đảm hóa học cho tác chiến, làm nòng cốt trong việc phòng chống vũ khí hủy diệt lớn, ngụy trang bảo vệ các mục tiêu quan trọng của Quân đội, nghi binh đánh lừa địch bằng màn khói. Bộ đội Hóa học còn có thể trực tiếp chiến đấu bằng vũ khí bộ binh và súng phun lửa.

## Lịch sử hình thành
Binh chủng Hóa học có ngày truyền thống là ngày 19 tháng 4 năm 1958. Vào ngày này năm 1958, Tiểu đoàn hóa học đầu tiên được thành lập, mang tên Tiểu đoàn hóa học 6, trực thuộc Trường Sĩ quan Lục quân (đến 30 tháng 1 năm 1962 đổi phiên hiệu thành Tiểu đoàn hóa học 901). Ngoài ra còn có 2 đại đội hóa học thuộc các Sư đoàn 308 và 320.
Trước đó không lâu, ngày 13 tháng 3 năm 1958, Bộ Tổng Tham mưu đã ban hành Công văn 173/BTM về việc thành lập Phòng Hóa học-Nguyên tử thuộc Cục Huấn luyện chiến đấu, Tổng cục Quân huấn (sau này khi giải thể Tổng cục Quân huấn thì chuyển sang thuộc Bộ Tổng Tham mưu).
Tháng 6 năm 1961, thành lập Ban hóa học của các sư đoàn và Phòng hóa học của các Quân khu.
Theo Quyết định số 34/QĐ-QP ngày 9 tháng 5 năm 1966, Phòng Hóa học-Nguyên tử chuyển thành Cục Hóa học thuộc Bộ Tổng Tham mưu.
Bộ Tư lệnh Hóa học được thành lập theo Quyết định số 224/QĐ-QP ngày 17 tháng 7 năm 1976 trên cơ sở Cục Hóa học. Đồng thời, Trường Sĩ quan Phòng hóa, Viện Hóa học quân sự, Trung đoàn hóa học 86, Trường Hạ sĩ quan Hóa học cũng ra đời. Hiện nay Viện Hóa học quân sự chính là Phân viện phòng chống vũ khí NBC thuộc Viện Hóa học-vật liệu, Trung tâm Khoa học và Công nghệ Quân sự.
Khu vực miền Nam Bộ Tổng Tham mưu ra quyết định số 130/QĐ-TM ngày 13 tháng 5 năm 1978 thành lập Kho khí tài 62. Ngày 20 tháng 8 năm 2008 Bộ Quốc phòng ra Quyết định 2469/QĐ-BQP thành lập Trung đoàn Phòng hóa 87, 
Đến tháng 5 năm 2013 thì 2 trung đoàn 86, 87 được tổ chức lại thành Lữ đoàn.

## Lãnh đạo hiện nay
- Tư lệnh: Thiếu tướng Nguyễn Đình Hiền
- Chính ủy: Thiếu tướng Trịnh Thành Đồng
- Phó Tư lệnh kiêm Tham mưu trưởng: Đại tá Lê Xuân Dũng
- Phó Tư lệnh (phụ trách công tác Hậu cần - Kỹ thuật): Thượng tá Nguyễn Đình Thuận
- Phó Chính ủy: Đại tá Phạm Công Hữu

## Tổ chức

### Cơ quan
- Văn phòng
- Thanh tra
- Phòng Tài chính
- Phòng Khoa học quân sự
- Ủy ban kiểm tra
- Bộ Tham mưu
- Cục Chính trị
- Cục Hậu cần - Kỹ thuật

### Đơn vị
- Trường Sĩ quan Phòng hóa
- Lữ đoàn Phòng hóa 86
- Lữ đoàn Phòng hóa 87
- Lữ đoàn phòng hóa 88[1]
- Trung tâm Ứng phó sự cố hóa chất độc, phóng xạ hạt nhân miền Bắc
- Trung tâm Ứng phó sự cố hóa chất độc, phóng xạ hạt nhân miền Trung
- Trung tâm Ứng phó sự cố hóa chất độc, phóng xạ hạt nhân miền Nam
- Kho K61
- Kho K62
- Kho K63
- Kho 64
- Nhà máy X61
- Các lữ đoàn phòng hóa
- Bảo tàng Binh chủng Hóa học
- Viện Hóa học Môi trường Quân sự

## Thành tích và Danh hiệu
- Huân chương Hồ Chí Minh (19/04/2008)[2]
- Anh hùng lực lượng vũ trang nhân dân thời kỳ chống Mỹ (năm 2009)

## Chỉ huy lãnh đạo qua các thời kỳ

### Tư lệnh
- 1977-1986, Đặng Quân Thụy, Trung tướng (1989), Cục trưởng Cục Hóa học (1974-77), Tư lệnh đầu tiên Binh chủng Hóa học (1977-1986)
- 1986-1993, Nguyễn Tiến Phát, Thiếu tướng (1989)
- 1993-2004, Trần Văn Nghị, Thiếu tướng
- 2004-2012, Phạm Quốc Trung, Thiếu tướng (2008), Trung tướng (2013), Hiệu trưởng Trường Đại học Chính trị (2012-nay)
- 2012-2016, Nguyễn Thanh Tùng, Thiếu tướng (2013)
- 2016-2025, Hà Văn Cử, Thiếu tướng
- 2025-nay, Nguyễn Đình Hiền, Thiếu tướng

### Chính ủy
- 1980-1985, Lê Hữu Lập, Đại tá, Phó Tư lệnh chính trị đầu tiên
- 1985-1994, Đặng Văn Liễn, Đại tá
- 1994-2003, Nguyễn Mạnh Tường, Đại tá
- 2003-2010, Phạm Huy Thăng, Thiếu tướng (2006)
- 2010-2014, Dư Xuân Bình, Thiếu tướng (2010)
- 2014-01.2018, Phạm Đức Thọ, Thiếu tướng (2015)[3][4]
- 01.2018- 3.2022, Hoàng Xuân Dũng, Thiếu tướng (06/2018)
- 5.2022-nay, Trịnh Thành Đồng, Thiếu tướng

### Tham mưu trưởng
- 1977-1986, Nguyễn Tiến Phát, Thiếu tướng
- 1986-1991, Trần Quân, Đại tá
- 1991-1993, Trần Văn Nghị, Thiếu tướng
- 1993-1998, Nguyễn Ngọc Linh, Đại tá
- 1998-2005, Trần Đông Sơ, Đại tá
- 2005-2010, Nguyễn Văn Thắng, Đại tá
- 2010-2012, Nguyễn Thanh Tùng, Thiếu tướng, sau là Tư lệnh Binh chủng
- 2012-2014, Nguyễn Hồng Kỳ, Đại tá
- 2014-2016, Hà Văn Cử, Đại tá, nay là Thiếu tướng-Tư lệnh Binh chủng
- 2017- 2025, Nguyễn Đình Hiền, Thiếu tướng
- 2025-nay, Lê Xuân Dũng, Đại tá

### Phó Tư lệnh
- 1983-1987, Lê Văn Thọ, Đại tá
- 1987-1988, Trần Xuân Thu, Thiếu tướng
- 2000-2004, Phạm Quốc Trung, Trung tướng
- 2005-2013, Đặng Xuân Tập, Đại tá
- 2014-2017, Hoàng Bá Ngụ, Đại tá
- 2019-2023, Phạm Xuân Hưng, Đại tá
- 2023-2025, Lê Xuân Dũng, Đại tá
- 2025-nay, Nguyễn Đình Thuận, Thượng tá